# Hadena filigrana
Hadena filigrana là một loài bướm đêm trong họ Noctuidae.